# Duninowie herbu Łabędź
Duninowie herbu Łabędź, zamiennie zwani Łabędziami – polski ród szlachecki, należący do najstarszych polskich rodów.
Ród Duninów według najdawniejszych legend miał pochodzić z Danii, jednakże późniejsza analiza historyków wykazała, że najprawdopodobniej do Małopolski przybyli ze Śląska.

## Historia
Ich protoplastą był żyjący w XII wieku możnowładca, wojewoda i doradca księcia Bolesława Krzywoustego komes Piotr Włostowic. Wokół tej postaci wyrosły legendy opisujące jego dzieje, bogactwo i potęgę. Jan Długosz podaje, jakoby Piotr z wielkim skarbem przywędrował na dwór królewski z Danii i stąd pochodzi przydomek Dunin i herb Łabędź. Legendy tej nie potwierdzają jednak żadne źródła historyczne, a poza tym wiadomo, że ojciec Piotra – Włast – był z dawna osiadły na Śląsku, gdzie posiadał znaczne majętności. Kluczowe położenie tych dziedzicznych posiadłości (góra Ślęża, wyspy Ołbin, Piasek i Ostrów Tumski we Wrocławiu) skłania niektórych badaczy do wyciągania wniosku, że ród ten pochodzi od dawnych książąt plemienia Ślężan. Sam Piotr nie używał ani przydomka Dunin, ani herbu Łabędź.

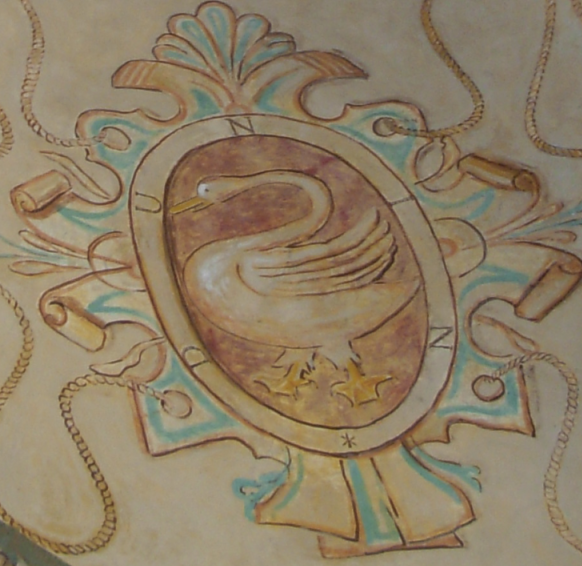
Herb Łabędź w zamku w Baranowie Sandomierskim

Franciszek Piekosiński uważał natomiast, że dziad Piotra Włostowica  mógł przybyć do Śląska z Danii, co mogłoby tłumaczyć legendę Długosza, jednakże na to również nie ma dowodów.
Dopiero w XIV wieku potomkowie Piotra Włostowica zaczęli się nazywać Duninami, co powstało prawdopodobnie z przekręcenia łacińskiej wersji imienia Dominik: Domin-Donin-Dunin. Trafiło to na podatny grunt wobec rodzącej się równocześnie legendy o duńskim pochodzeniu. W tym samym mniej więcej czasie wspólnym znakiem herbowym rodu stał się biały łabędź w czerwonym polu.

W 1172 członkowie rodu prawdopodobnie brali udział w wypędzeniu księcia Bolesława Wysokiego, za co po ponownym jego osadzeniu na tronie przez cesarza Fryderyka Barbarossę, zostali wygnani ze Śląska. Przenieśli się do Małopolski, gdzie w XII-XIV w. ponownie stanowili już potężny, szeroko rozgałęziony ród, rozsiedlony zwłaszcza w Sandomierskiem i w Krakowskiem – oraz na Mazowsze i na Kujawy.

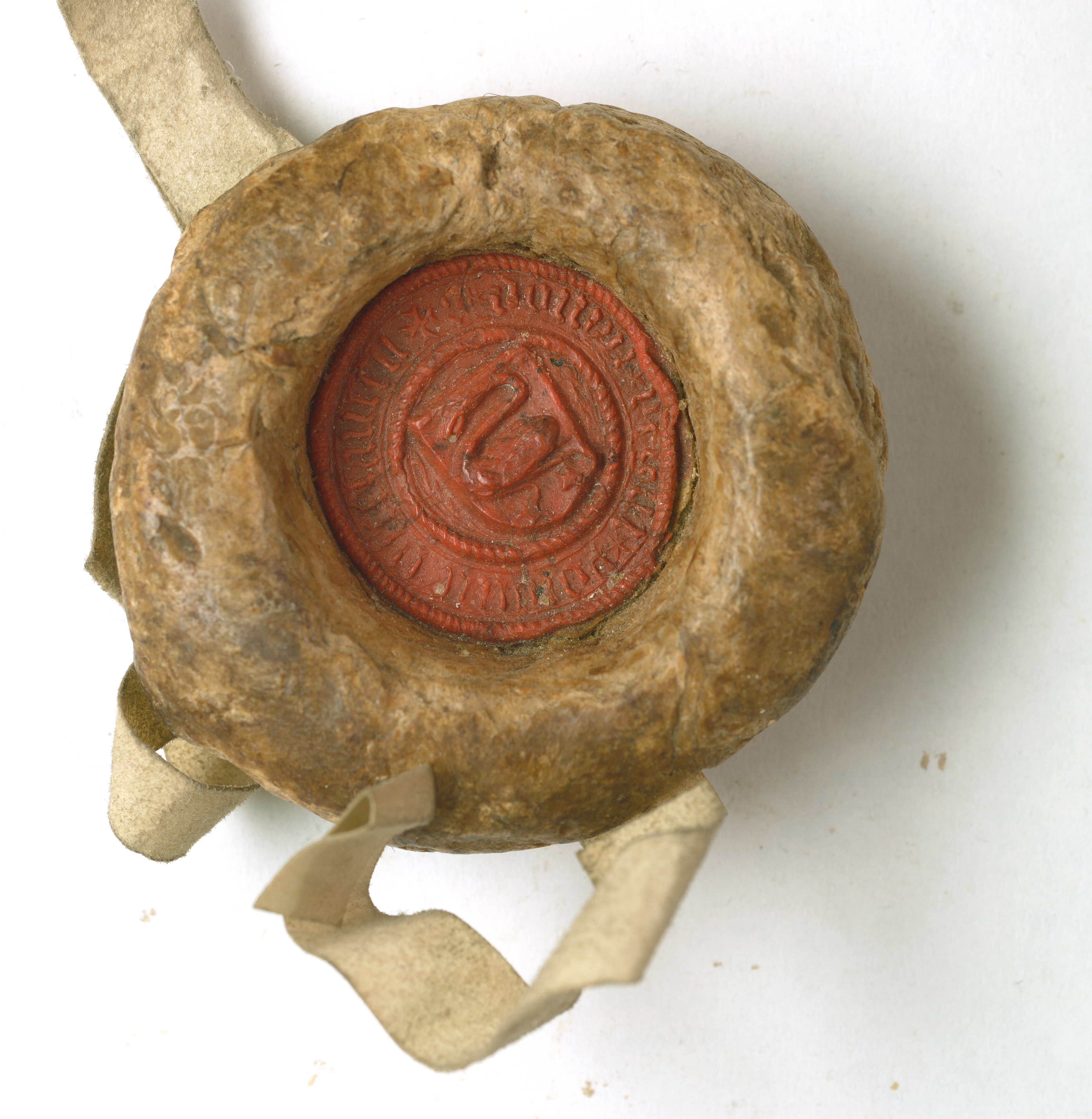
Pieczęć z herbem Łabędź podkanclerzego Dunina ze Skrzyńska (1416)

W tym też mniej więcej czasie, z jednej strony upowszechnia się wśród członków rodu forma nazwiska Dunin i wizerunek łabędzia na tarczy herbowej, z drugiej zaś strony, poszczególne rodziny zaczynają wyróżniać swą gałąź, dodając do nazwiska przydomek utworzony od nazwy miejscowości, będącej ich główną siedzibą. Tak powstali np. Dunin-Sulgostowscy (z Sulgostowa), Dunin-Borkowscy (z Borkowic), Dunin-Koziccy (z Kozic), Dunin-Karwiccy (z Karwic) i inni. Nieco inaczej w tym okresie ukształtowały się formy Dunin-Szpot (Szpotański), Dunin-Wąsowicz, w których przechowało się dla potomnych przezwisko, nadane kiedyś znacznemu członkowi rodziny od posiadanej przez niego charakterystycznej cechy. Gałąź  Duninów stanowi ród Szpot którego  znanym przedstawicielem był wojewoda pomorski Mikołaj Szpot.
Nie zabrakło Duninów, gdy tworzyła się Rzeczpospolita Obojga Narodów. Swą pieczęć na Unii Horodelskiej przystawił Dziersław ze Skrzynna, przyjmując do herbu i rodu Golimunta. Stąd pojawiły się rodziny Łabędziów litewskich i ruskich.
W późniejszych czasach ród Duninów stopniowo stracił swe wiodące znaczenie, wywodziło się z niego jednak nadal wiele znanych osobistości.
Obecnie Duninowie zrzeszeni są w Stowarzyszeniu Rodu Duninów i spotykają się na corocznych zjazdach.

## Znani przedstawiciele
- Piotr Włostowic (protoplasta rodu Duninów).
- Piotr (zm. 1198) – arcybiskup gnieźnieński (prawdopodobny fundator Drzwi Gnieźnieńskich).
- Piotr Dunin (ok. 1415–1484) – starosta malborski, kasztelan sieradzki, wojewoda brzeskokujawski.
- Teodor Dunin (1854–1909) – polski lekarz.
- Rupert Dunin (XVIII w.) – poseł na sejm.
- Piotr Dunin Borkowski (1898–1940), kapitan dyplomowany rezerwy artylerii Wojska Polskiego, kawaler Orderu Virtuti Militari, ofiara zbrodni katyńskiej.